# Lawana usambarae
Lawana usambarae är en insektsart som först beskrevs av Melichar 1905.  Lawana usambarae ingår i släktet Lawana och familjen Flatidae. Inga underarter finns listade i Catalogue of Life.